# ماسی-مانیمبا
ماسی-مانیمبا (Masi-Manimba) نام یک شهرک در جمهوری دموکراتیک کنگو است. جمعیت این شهرک در سال ۲۰۱۲، برابر با ۳۱٬۸۰۲ تن بود.